# Navarretia pubescens
Navarretia pubescens är en blågullsväxtart som först beskrevs av George Bentham, och fick sitt nu gällande namn av William Jackson Hooker och Arn. Navarretia pubescens ingår i släktet navarretior, och familjen blågullsväxter. Inga underarter finns listade i Catalogue of Life.